# إبراهيم ديوب
إبراهيم ديوب (بالفرنسية: Ibrahim Diop)‏ هو مصارع هاوي سنغالي، ولد في عام 1948.

## وصلات خارجية
- إبراهيم ديوب على موقع قاعدة بيانات المصارعة الدولية (الإنجليزية)
- إبراهيم ديوب على موقع أوليمبيديا (الإنجليزية)